# Cartes du ciel

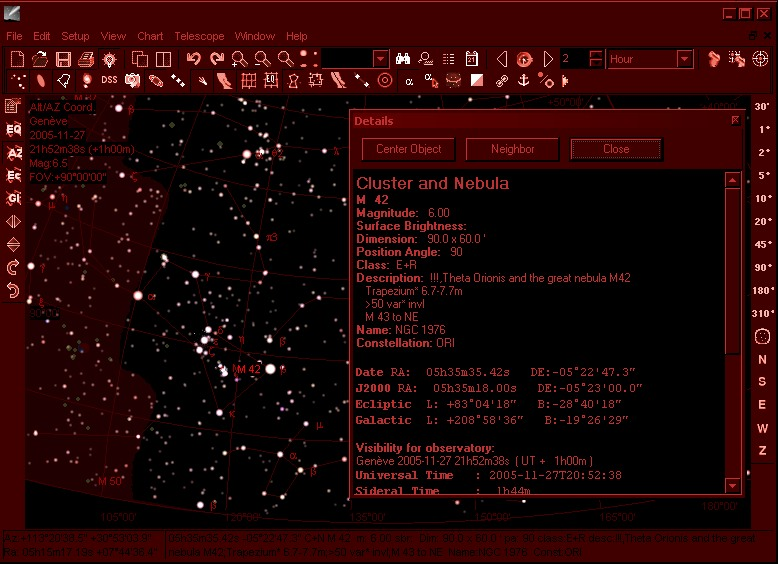
Cartes du Ciel i mörkeranpassat läge.

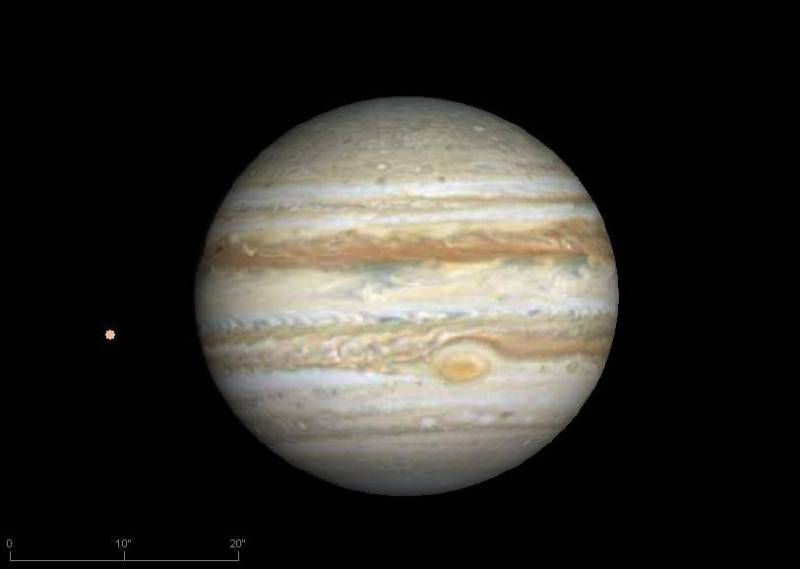
Jupiter och månen Io.

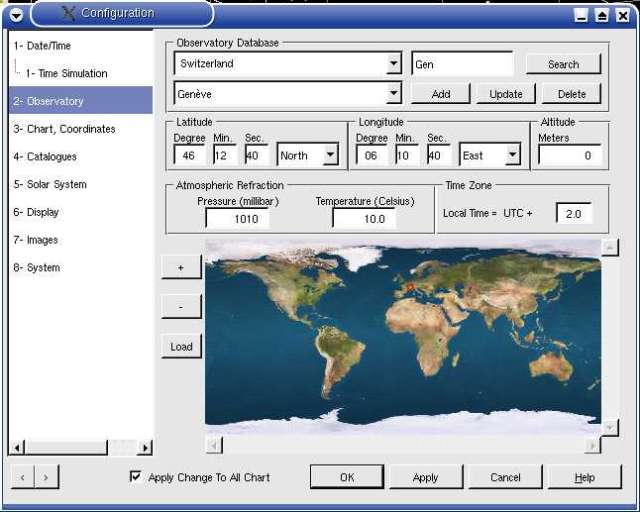
Inställningar om vilken plats stjärnkartorna visas från.

Cartes du ciel är ett gratis datorprogram under GPL för amatörastronomer som visar stjärnkartor med utmärkta koordinater för visade himmelsobjekt. Programmet finns för Linux, Windows och Mac OS. 

## Om programmet
Programmet kartlägger och märker de flesta konstellationer, planeter och objekt som går att se med ett teleskop. Det kan också ladda ner Digitized Sky Survey-tabeller och lägga till bilder över dessa stjärnkartor. Ett flertal stjärnkartor och kataloger kan installeras från webbplatsen för att komplettera med detaljer. Med hjälp av de olika parametrarna kan man välja specifikt eller automatiskt vilka kataloger som ska användas, färg och storlek på stjärnor och nebulosor, namnmarkeringar, villkor på synlighet m.m.
Cartes du Ciel går att använda som kalender för var och när man kan se solförmörkelser, månförmörkelser, kometer, asteroider och planetpassager med hjälp av tidsinställningarna. 
Programmet är fri programvara.. Upphovsmannen har också skapat ett atlasprogram för månen, Virtual Moon Atlas, även det fri programvara.

### Språk tillgängliga
Cartes du ciel V3.2 finns tillgängligt på sammanlagt 11 språk.
- Engelska
- Turkiska
- Ryska
- Ukrainska
- Franska
- Ungerska
- Italienska
- Katalanska
- Grekiska
- Spanska
- Holländska

### Version 2
Cartes du ciel V2.76 lades till den 12 augusti 2005. Precis som tidigare versioner var Windows enda plattformen, men det grafiska hade förbättrats betydligt och flera språk lagts till sedan första versionen.

### Version 3
Cartes du ciel V3.2 kom den 10 oktober 2010. Linux har lagts till som möjlig plattform i och med övergången till version 3 samtidigt som licensen ändrades från freeware till GPL och projektet flyttades till en ny webbplats. Uppgraderingen innebar ett flertal ändringar, bland annat funktioner för att ändra standardfärg och fler kommandon för att möjliggöra automation från enkla skript. Många uppdateringar och förbättringar har gjorts för att göra noggrannheten i beräkningen av koordinater av olika himlakroppar mer användbara för vetenskapen.